# Gargara (Stadt)
Koordinaten: 39° 32′ N, 26° 33′ O
Gargara (altgriechisch Γάργαρα), auch Gargaris (Γαργαρίς), war eine antike Stadt in der kleinasiatischen Landschaft Troas an der Küste des Golfs von Adramyttion, südlich des heutigen Dorfes Arıklı im Nordwesten der heutigen Türkei.
Die Stadt lag auf einem Ausläufer (heutiger Name Koca Kaya) des Ida-Gebirges, von dessen höchster Erhebung, die ebenfalls Gargara hieß (heute der Kaz Dağı), sie ihren Namen erhalten hatte, zwischen Antandros und Assos.
Gargara gilt als äolische Gründung. Die Stadt gehörte im 5. Jahrhundert v. Chr. zum Attischen Seebund. In hellenistischer Zeit wurde die Siedlung (teilweise) an die Küste verlegt und durch Umsiedlung aus Miletoupolis verstärkt. Als Hafen hatte Gargara noch in der römischen Kaiserzeit Bedeutung.
Auf das untergegangene byzantinische Bistum Gargara geht das Titularbistum Gargara der römisch-katholischen Kirche zurück.